# Суданский социалистический союз
Суданский социалистический союз, «Аль-Иттиад аль-Иштиракий ас-Суданы» (араб. الاتحاد الاشتراكي السوداني‎, англ.  Sudanese Socialist Union ) — правящая и единственная легальная политическая партия Демократической Республики Судан в 1972-1985 годах.

## Основание партии
В ходе военного переворота 25 мая 1969 года, получившего название «Майской революции», парламентская система в Судане была ликвидирована и власть перешла в руки Революционного совета во главе с полковником Джафаром Нимейри, сторонником арабского социализма и поклонником Гамаля Абдель Насера. Было заявлено, что страна встала на социалистический путь развития.
В начале 1971 года новые руководители Египта, Ливии и Сирии пришли к соглашению об объединении их стран в Федерацию Арабских Республик, при этом предполагалось превращение Арабского социалистического союза Египта в общеарабскую партию уже на практике. В том же году создание своей организации АСС началось в Ливии, а в Судане, руководство которого разделяло идеи арабского единства, было принято решение создать почти аналогичную политическую организацию, но с названием Суданский социалистический союз, так как около половины населения страны составляли не арабы, а африканские народности.
Подготовка к созданию Суданского социалистического союза началась после того как 25 мая 1971 года на торжествах по случаю второй годовщины «Майской революции» Джафар Нимейри провозгласил в стране однопартийную систему, а будущий ССС единственной политической организацией. Он также заявил о создании Подготовительного комитета ССС во главе с собой в качестве председателя. Одновременно Нимейри распустил организации, которые могли бы стать для ССС «дочерними» — Союз демократической молодёжи и Союз суданских женщин. Вместо них были образованы «Майские батальоны молодёжи и женщин». Такое решение было продиктовано разрывом с Суданской коммунистической партией, помощью которой малоопытные в вопросах идеологии и политической организации военные руководители Судана пользовались после «Майской революции», и активисты которой контролировали СДМ и ССД. Создание Суданского социалистического союза по образцу Арабского социалистического союза шло вразрез с требованиями суданских коммунистов создать правительство «народного фронта» с их полноправным участием, и вскоре всё легальное руководство СКП было арестовано. Джафар Нимейри попытался реализовать проводившуюся в своё время Насером политику в отношении коммунистов, когда репрессии против египетских коммунистических организаций не встретили сопротивления СССР, а часть коммунистических кадров удалось использовать на службе режиму, направив их в АСС.
Казалось, что путь к созданию ССС был расчищен, однако конфликт с коммунистами, вылившийся в неудачный военный переворот 19 июля 1971 года, разрушил первоначальные планы. Возникшая политическая нестабильность, перестройка политической системы, разрыв связей с СССР и социалистическими странами и невозможность использовать кадры упразднённой Суданской компартии сильно затормозили процесс.
Временная конституция 13 августа 1971 года провозгласила Демократическую Республику Судан «социалистическим демократическим государством», но только в январе 1972 года в Хартуме собрался Учредительный съезд Суданского социалистического союза. На нём присутствовали 1053 делегата, в основном назначенные властью из числа чиновников государственного аппарата и армейских офицеров. Съезд утвердил программу и Устав, избрал руководящие органы — Политбюро, Центральный комитет и Генеральный секретариат. Председателем ССС был избран Джафар Нимейри, генеральным секретарём майор М. А. Абу Зейд. Программой партии стала принятая съездом Хартия национальных действий, схожая с одноимённым документом, принятым в Египте при Насере и Программой национальных действий 1971 года Анвара Садата. Идеологией правящей партии были провозглашены идеи «национального единства» в условиях «примирения классов». Программные документы определяли ССС как организацию «союза трудовых сил — крестьян, рабочих, интеллигенции, национальных капиталистов и солдат» , что было затем закреплено в ст.4 Конституции 1973 года.

## История партии

### Социалистическое маневрирование
Учредительный съезд ознаменовал первую большую чистку рядов только что созданной партии от противников Нимейри. Руководство ССС было реорганизовано, чистка шла несколько месяцев, в апреле Политбюро было расширено с 15 до 21 человека, в него вошли представители Юга, и уже в мае был выведен из состава Политбюро Бабикер Авадалла и снят с поста первый генеральный секретарь ССС майор Абу Зейд. В июне 1972 года прошла кампания по созданию первичных организаций и в октябре того же года были сформированы новые руководящие органы ССС.
Конституция 1973 года провозгласила Суданский социалистической союз единственной разрешённой политической организацией Судана, а в мае 1973 года (уже после того, как вступила в силу новая Конституция) был принят закон о характере власти, который в частности запретил создание партий, фронтов, федераций и других политических организаций вне ССС, а также группировок и течений в ССС.
25 января 1974 года в Хартуме открылся I съезд ССС, завершивший свою работу 1 февраля, на нём был образован Центральный комитет ССС, 90 членов которого избраны на съезде, а 90 назначены Нимейри. На пленуме ЦК ССС 14 февраля было сформировано Политбюро из 18 человек, всех 17 членов которого, (кроме самого себя), назначил сам Джафар Нимейри. Но уже в сентябре 1974 года, после студенческих выступлений, Нимейри ввёл чрезвычайное положение и провёл новую чистку рядов ССС.

### ССС и национальное примирение
В марте 1975 года состоялся пленум, который принял решение о развитии в стране кооперативного движения, но вскоре режим Нимейри, в своё время не нашедший общего языка с коммунистами, фактически отказался от социалистических идей и пригласил к сотрудничеству исламские организации, в первую очередь «Братьев-мусульман». Проводившаяся в 1978 году политика национального примирения, когда монополия ССС на власть была фактически отменена Джафаром Нимейри, серьезно ослабила позиции и без того не обладавшей большим влиянием правящей партии. На выборах в Народное собрание в феврале 1978 года ССС отказался оплачивать предвыборные кампании своих кандидатов, а выступавшие как независимые кандидаты представители распущенных партий завоевал почти половину мест в парламенте. Это вызвало резкую критику партии, когда многие кандидаты обвинили ССС в предательстве. В руководстве ССС постоянно происходила борьба между различными группировками. В то же время представители «Братьев-мусульман» стали занимать высшие государственные посты, усилились требования роспуска партии. В марте 1979 года пленум ЦК ССС принял решение о «децентрализации» страны и введении нового административно-территориального деления. В августе того же года была произведена реорганизация ССС, его структуры и состава органов.
В феврале-марте 1980 года III съезд ССС утвердил введение нового административно-территориального деления страны на 6 регионов с местной автономией. В течение 1980 года происходили постоянные перестановки в аппарате ССС.
В феврале 1981 года Суданский социалистический союз на съезде в Тунисе стал (вместе с Сомалийской революционной социалистической партией, также пережившей разрыв с СССР и идеями научного социализма) одним из учредителей Африканского социалистического интернационала.

### Реорганизация 1982 года
В январе 1982 года Нимейри распустил Политбюро, ЦК и Генеральный секретариат ССС. Была создана Комиссия по реорганизации Суданского социалистического союза, которая уже в марте завершила свою работу. Она высказалась за сохранение однопартийности, за следование Хартии национальных действий 1972 года. При этом Комиссия решила, что отныне задача ССС должна состоять в «формировании нового общества, опирающегося на религиозные ценности и отвергающего партийную фракционность, племенную и расовую рознь». Комиссия предложила пересмотреть структуру ССС, распустить Политбюро ЦК и передать его функции Генеральному секретариату, создать из числа членов ССС комиссии по контролю над проведением выборов внутри партии на всех уровнях, пересмотреть Устав партии и структуры первичных организаций. Она предложила чётко разграничить функции партийных и государственных органов, региональных инстанций и общественных организаций.
В апреле 1982 года был сформирован Подготовительный центральный комитет ССС из 51 человека во главе с Джафаром Нимейри, который взял на себя функции распущенных ЦК, Политбюро и генерального секретариата ЦК ССС. Подготовительный центральный комитет должен был представить очередному съезду партии новую политическую программу ССС. В его составе были сформированы 5 подкомитетов для реализации предложений Комиссии по реорганизации ССС.

### Поворот к исламскому курсу и роспуск
В феврале-марте 1983 года прошёл IV-й съезд Суданского социалистического союза, полностью изменивший организационную структуру партии, однако все кардинальные идеологические изменения были ещё впереди. 8 сентября 1983 года Джафар Нимейри объявил о введении исламского законодательства.
Судьба Суданского социалистического союза в его существующем виде вновь встала под вопрос, особенно после того, как в июне 1984 года Джафар Нимейри внёс в Народную ассамблею проекты конституционных поправок, провозглашавшие Исламскую Республику Судан вместо Демократической Республики Судан, а самого Нимейри «имамом мусульман и повелителем правоверных». Провозглашение имамом обеспечивало Нимейри пожизненную власть и делало бессмысленными и без того эфемерные социалистические лозунги. Роль многомиллионной, но неэффективной, слабо организованной и непопулярной правящей партии в условиях будущей исламской республики становилась неясной
Однако конец существованию Суданского социалистического союза положил военный переворот 6 апреля 1985 года. ССС был распущен, а его руководство арестовано военными.

## Задачи Суданского социалистического союза
По своей форме Суданский социалистический союз провозглашался надклассовой организацией, выражавшей общенациональные интересы. На ССС возлагались задачи обеспечения поддержки внешнеполитических и внутренних мероприятий режима Нимейри, контроля над деятельностью общественных организаций, проведения пропагандистских и других общегосударственных кампаний. Основные законодательные предложения, вносимые президентом страны в Народную ассамблею, предварительно должны были рассматриваться в Политбюро (Исполнительном бюро) ЦК ССС. Также все важнейшие политические акции или программы должны были обсуждаться в ЦК ССС для передачи на рассмотрение правительства. Кандидаты в депутаты Народной ассамблеи Демократической Республики Судан предварительно утверждались в органах ССС.

## Структура партии
Высшим органом Суданского социалистического союза был съезд (Национальный конгресс) ССС, собиравшийся один раз каждые три года. Он избирал Центральный комитет ССС, который ежегодно собирался на пленарные заседания. Число членов ЦК в разные периоды колебалось от 180 до 300.
Руководящим органом партии было Политбюро Центрального комитета ССС возглавлявшееся Председателем Суданского социалистического союза (им был президент Судана Джафар Нимейри) и генеральным секретарём, ведавшим вопросами повседневной жизни партии. Численность и состав Политбюро неоднократно менялись — в разное время него входили 15, 18, 20 или 21 человек. К руководящим органам относились также Региональный секретариат ССС для Южного Судана и возглавляемые секретарями ЦК специализированные комиссии Центрального комитета ССС, составлявшие Генеральный секретариат аппарата ЦК ССС.
Губернатор каждой из 18 провинций Судана одновременно являлся секретарём провинциальной организации Суданского социалистического союза и автоматически входил в руководящие органы партии. Таким же статусом обладал и директор Бюро по делам местных органов власти при секретариате ЦК ССС.
Первичной организацией была ячейка Суданского социалистического союза в деревне или городском квартале, формировавшаяся по территориальному принципу. Женщины должны были составлять 25 % членов такой ячейки. Территориальные первичные ячейки объединялись в районные партийные организации, районные — в областные и провинциальные организации.
Под руководством секретариата ЦК ССС и его специализированных комиссий действовали профсоюзные, женские, молодёжные и другие общественные организации Судана. Секретариату также подчинялся Институт социалистических исследований, соединявший функции главного идеологического и исследовательского центра и высшей партийной школы, готовившей для ССС кадры.
После реорганизации Суданского социалистического союза в апреле 1982 года — марте 1983 годов организационная структура партии несколько изменилась. Согласно решениям IV съезда ССС во главе партии было поставлено Центральное руководство. Пост генерального секретаря был заменён постом первого секретаря ЦК ССС. Политбюро было заменено на Исполнительное бюро ЦК ССС из 30 человек. Состав Центрального комитета был сокращён до 120 человек. Были сформированы возглавлявшиеся секретарями ЦК 7 постоянных подкомитетов ЦК ССС в которые вошли 186 человек:
1. Подкомитет по политическим делам;
2. Подкомитет по делам общественных организаций,;
3. Организационный комитет;
4. Подкомитет по делам Народных собраний;
5. Подкомитет социальной политики;
6. Подкомитет экономической политики;
7. Подкомитет регулярных вооружённых сил Судана[24].

Специализированных или печатных органов Суданский социалистический союз не имел

## Генеральные секретари ЦК ССС
- майор М. А. Абу Зейд (январь — май 1972 года) [7];
- А. Г. М. Ибрахим (1976)[25].
- Джафар Нимейри (1980)[12].
- Бадр эд-Дин Сулейман (с марта 1983 года. Первый секретарь ЦК ССС) [24].

## Съезды Суданского социалистического союза
- Учредительный съезд — январь 1972 года, Хартум;
- I съезд — 25 января — 1 февраля 1974 года, Хартум;
- II съезд — январь 1977 года, Хартум;
- III съезд — 26 января — 2 февраля 1980 года; Хартум
- IV съезд — февраль-март 1983 года, Хартум

## Численность партии
- 1974 год — 2.250.000 членов[9].
- 1977 год — 3.978.00 членов[4].
- 1983 год — свыше 5 миллионов членов[18].